# Nacer contigo
Nacer contigo est une télénovela vénézuélienne diffusée en 2012 par Televen. Diffusée du lundi au vendredi à 14:00 heures.

## Distribution
| Actor / Actriz        | Personaje           |
| --------------------- | ------------------- |
| Josette Vidal Restifo | Melibea Fuentes     |
| Andrés Lasso          | Calixto Sánchez     |
| Emmanuel Palomares    | Miguel Ángel        |
| Oriana Colmenares     | Lucrecia Sifontes   |
| Nacarid Escalona      | Celeste Rojas       |
| Jerónimo Gil          | Cain Bermudez       |
| Emma Rabbe            | Alina Cordero       |
| Guillermo Pérez       | Pleberio Fuentes    |
| Verónica Ortiz        | Florencia Parra     |
| Mayra Africano        | Mercedes Mata       |
| Sandra Díaz           | Areúsa Rodríguez    |
| Ángel Casallas        | Pármeno Mata        |
| Catherine Cardozo     | Belinda de Sifontes |
| Gonzalo Velutini      | Fernando Gael       |
| Angel David Díaz      | Sempronio           |
| Eben Renan            | Centurio Ortiz      |
| Samantha González     | Elicia Moreno       |
| Gabriel Mantilla      | Gabriel Sifontes    |
| José Medina           | Anselmo Aguirre     |
| Diego Sánchez         | Pedro Pan           |
| Marco Pérez           | Sebastián "Seba"    |
| Ángel Cueva           | Jordi               |
| Ly Jonaitys           | Maribel             |